# Baghdati (ville)
Pour les articles homonymes, voir Baghdati.
Baghdati (en géorgien : ბაღდათი) est une ville de la province d'Imereti, située dans la partie ouest de la Géorgie, et est le centre du raion de même nom. De 1940 à 1990, Baghdati a été appelée Maïakovski, en référence à l'écrivain Vladimir Maïakovski. Baghdati a reçu le titre de ville en 1981.

## Étymologie
L'étymologie du nom de la ville est la même que pour Bagdad, la capitale de l'Irak. Le nom vient du persan moyen, Bhagale (Dieu) et dād (donner), à savoir don divin.

## Divers
En 2014, la population était de 3 707 habitants.
La ville est située sur la rivière Hanistskali, affluent du Rioni.

## Célébrité de la ville
Le poète Vladimir Maïakovski y est né et sa maison natale est devenue un musée.

## Productions locales
- Vins.
- Conserves.
- Fabrique de meubles.